# Provincia de Shinano
La provincia de Shinano (信濃国 Shinano no kuni) o Shinshū (信州) fue una provincia japonesa que en la actualidad correspondería con la prefectura de Nagano. Shinano bordeaba las provincias de Echigo, Etchū, Hida, Kai, Kōzuke, Mikawa, Mino, Musashi, Suruga y Tōtōmi. Su capital estaba localizada en la actual Matsumoto, la cual se convirtió en una ciudad importante dentro de la provincia.

## Historia
En el año 713, la carretera que atravesaba Shinano y Mino fue ampliada para dar cabida a un número creciente de viajeros a través del Distrito de Kiso, en la actual Nagano. En el periodo Sengoku, Shinano desarrolló y se dividió en diferentes ciudades-castillos y feudos, tales como Komoro, Ina y Ueda. Shinano fue uno de los centros principales de poder de Takeda Shingen durante sus guerras contra Uesugi Kenshin. Suwa Taisha fue designado como el principal santuario sintoísta (Ichinomiya) de la provincia.
En 1871, durante la era Meiji, con la abolición del sistema han y el establecimiento de las prefecturas (Haihan Chiken), la provincia de Shinano se separó administrativamente en las prefecturas de Nagano y Chikuma. Estas se volvieron a unir en 1876 y se convirtieron en la prefectura de Nagano, que se mantiene prácticamente sin cambios desde entonces.